# Avinesh Suwamy
Avinesh Waran Swamy (1986. április 6. –) Fidzsi-szigeteki válogatott labdarúgó, aki jelenleg a Ba FC játékosa.

## Sikerei, díjai
- Lautoka FC
  - Fidzsi-szigeteki bajnok: 2009
- Ba FC
  - Fidzsi-szigeteki bajnok: 2012, 2013